# チャド国民連合
チャド国民連合 (フランス語: Union nationale tchadienne) 、略称UNTは、チャドのイスラーム過激派政党である。

## 歴史
1958年、イッサ・ダナ、マハムート・アウトマン、アバ・シディックの3人によって設立された。チャドのフランス共同体加盟に関する国民投票に「反対」の票を投じるために作られたこの党は、必要であれば暴力を用いてでも加盟を阻止すべき、という政治改革を提唱した。1962年、フランソワ・トンバルバイ大統領がチャド進歩党を唯一の合法的政党と宣言すると、チャド国民連合の存在は禁止された。しかし、イブラヒム・アバチャの指導下で、秘密組織として存続した。
1966年、チャド児童総連合 (フランス語: Union Générale des Fils du Tchad) と合併し、チャド民族解放戦線（FROLINAT）を結成した。